# 筒井澪心
筒井 澪心（つつい ろこ、2007年8月10日 - ）は、日本の歌手、アイドル。女性アイドルグループOCHA NORMAのメンバー。
佐賀県出身。アップフロントプロモーション所属。

## 略歴
2018年
- 「ハロー!プロジェクト“ONLY YOU”オーディション」に応募するも、落選。

2021年
- 「ハロー!プロジェクト 新メンバーオーディション2021」に合格。
- 12月12日、Zepp Tokyoで開催された『Hello! Project 研修生発表会 2021 12月 〜RING〜』にて、田代すみれとともにOCHA NORMAの新メンバーとしてお披露目。

2022年
- 7月13日、シングル『恋のクラウチングスタート/お祭りデビューだぜ!』でOCHA NORMAとしてメジャーデビュー。

2025年
- 8月10日、Instagramを開設。

## 人物
- メンバーカラーはロイヤルブルー。
- 血液型A型。身長162 cm[7]。
- ハロー!プロジェクト所属のアイドルとしては初の佐賀県出身のメンバーである[8]。
- 特技はバスケットボール。趣味は歌を歌うこと、ライブ映像を見ること。好きな音楽ジャンルはJ-POP。好きなスポーツはバスケットボール、陸上[9]。小学1年生から小学6年生までダンスを習っていた[3]。
- 座右の銘は、宮本佳林の「世界一楽しんだと自分で思えれば優勝！」[9]。
- 母親がモーニング娘。が好きで、幼少期からハロプロ漬けだったことから、ハロプロに加入したいという意志が強かった[3]。小学5年生から、ハロー!プロジェクトのオーディションを数回受け続けるも、落選。母親と話し合い、何が自分に足りないかを研究し、合格するために自分の見せ方を変え、歌い方を喉声から腹式呼吸を使う自然な発声に矯正してオーディションに臨んだという[3][10]。Juice=Juiceの段原瑠々を意識した歌唱をしていたといい、憧れの先輩としても挙げている[11]。

## 出演

### 舞台
- 演劇女子部「ミラーガール」（2024年11月8日 - 17日、こくみん共済 coop ホール／スペース・ゼロ） - 町田ナオ 役

## 所属グループ・ユニット
- OCHA NORMA（2021年 - ）